# Mercury-Redstone 3
La missione Mercury-Redstone 3 (MR-3) svoltasi il 5 maggio 1961 viene considerata dopo il volo di Jurij Gagarin (svoltosi il 12 aprile 1961) come secondo volo umano della storia dei voli nello spazio. Alan Bartlett Shepard fu dunque il primo cittadino statunitense a lasciare l'atmosfera terrestre nel corso del Programma Mercury.
La capsula Mercury battezzata Freedom 7 (Libertà 7) eseguì un semplice volo balistico. Il raggiungimento di un'orbita terrestre non era programmato durante questa missione.
Quindici minuti prima del lancio, il conto alla rovescia venne interrotto. Nuvole fitte si erano infatti formate nel cielo sopra Cape Canaveral, tanto che non sarebbe stato possibile documentare ed osservare il volo fotograficamente. Dopo ben 52 minuti si schiarì il cielo ed il conto alla rovescia poté essere ripreso.

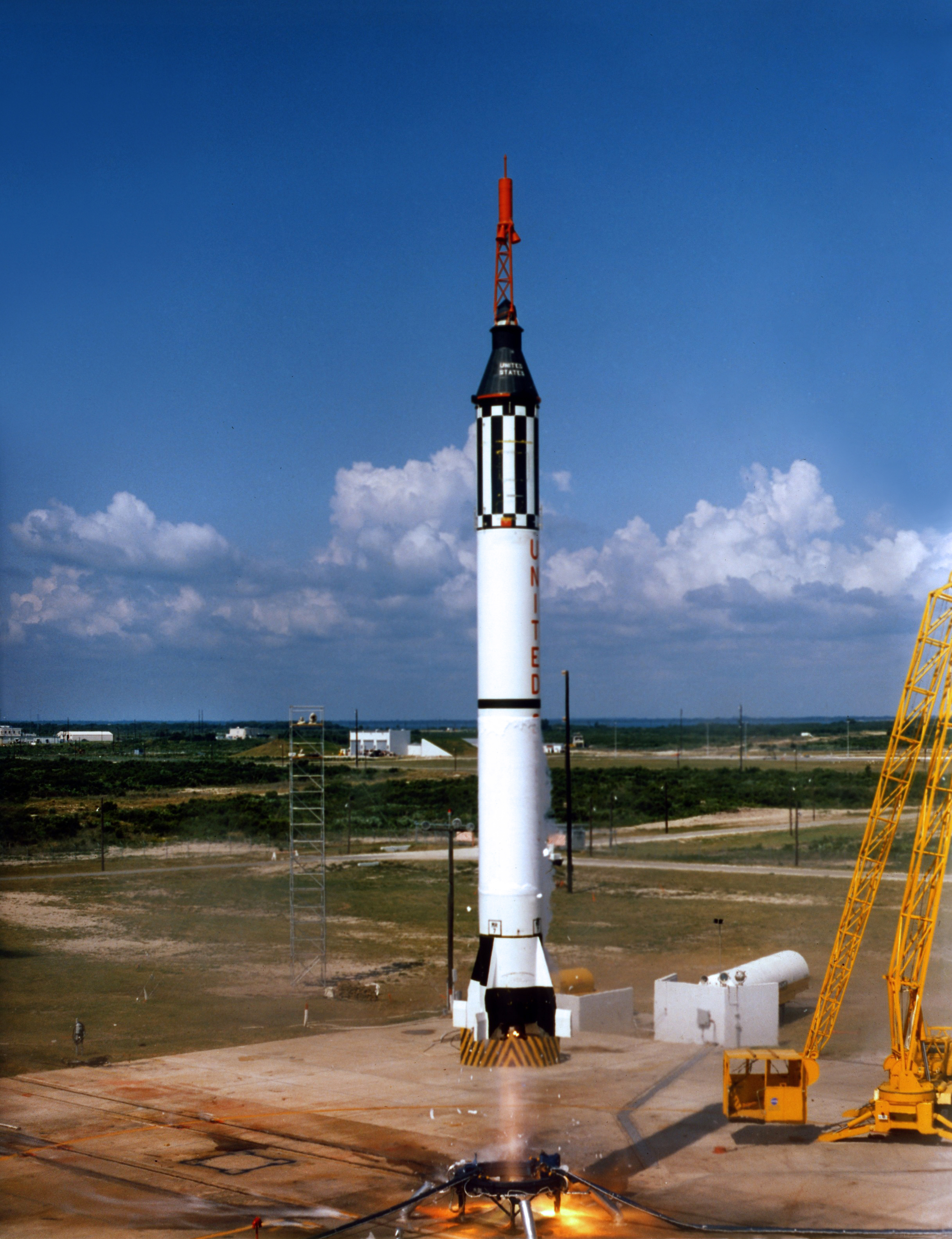
Il lancio della Mercury 3

Dopo il lancio, secondo quanto dichiarato da Alan B. Shepard, il volo fu molto tranquillo. Dopo 45 secondi iniziarono delle vibrazioni, dovute al raggiungimento della velocità del suono Mach 1 e al suo superamento. Il volo si stabilizzò circa 88 secondi dopo. Il razzo vettore del tipo Redstone venne staccato dalla capsula dopo circa due minuti e mezzo.
Dopo un totale di 15 minuti e 22 secondi di volo, la Freedom 7 atterrò nelle acque dell'Oceano Atlantico. Elicotteri recuperarono Shepard e la capsula Freedom 7 e dopo 11 minuti il tutto fu portato a bordo della portaerei USS Lake Champlain.
Shepard venne immediatamente sottoposto a dei controlli medici che diedero il risultato di un'ottima condizione dell'astronauta. A sue dichiarazioni il volo era riuscito senza riscontrare problemi dal punto di vista fisico.
Il Presidente degli Stati Uniti John F. Kennedy, che aveva osservato il volo come molti concittadini in diretta televisiva, si congratulò per il grande successo telefonicamente con Shepard mentre lo stesso si trovava ancora a bordo della portaerei.
Alan B. Shepard fece in seguito pure parte del programma Apollo allunando come comandante della missione dell'Apollo 14.

## Altri dati
- Velocità massima: 2.865 km/h (1.780 miglia orarie)
- Accelerazione raggiunta: 9 g (108 m/s²)